# Сакз
Сакз (? - після 1081 року) - половецький хан, брат Бегубарса (згідно з Лаврентіївським літописом) і, можливо, Ясіня, дядько хана Боняка та кількох відомих ханів.

## Етимологія імені
Як мінімум кілька дослідників (Федоров-Давидов, Баскаков) виводять ім'я Сакз до туркського sägiz/sekiz — числівника «вісім», «восьмий».

## Біографія
Відомо, що у нього були два брати Ясінь та Бегубарс. Учасник русько-половецьких воєн.
Між 1080 і 1082 рр. половці напали на дружину Володимира Мономаха, воїни відіслали обози зі зброєю в місто Прилуки, але пройшовши в місто і озброївшись руські воїни атакували ворогів і перемогли. Наступного дня руські дружини напали на половців та розгромили їх. У битві загинули 900 половців, а в полон потрапив Ясін та його брат Сакз.
Подальша доля хана невідома.